# Atragon
Atragon (海底軍艦?, Kaitei gunkan, lett. "La nave da guerra sottomarina") è un film del 1963 diretto da Ishirō Honda.
Il soggetto è basato sul romanzo del 1899 Kaitei gunkan di Shunrō Oshikawa.
Nel film compaiono per la prima volta il Gotengo (Atragon nella dicitura internazionale) e il grande serpente marino Manda, destinato a diventare un alleato di Godzilla.

## Trama
I fotografi Susumu Hatanaka e Yoshito Nishibe indagano sulla sparizione di due ingegneri, caduti in acqua mentre erano in taxi, incontrando casualmente una bellissima ragazza, Makoto Shinguji, figlia del capitano Shinguji, esperto di sottomarini durante il Secondo Conflitto Mondiale, ritenuto morto, e protetta dall'ammiraglio Kosumi.
Un reporter informa i protagonisti che Shinguji è vivo, trattandosi di un "irriducibile" che aveva rifiutato di consegnarsi ai vincitori, e si nasconde in un'isola del Pacifico, lavorando alla costruzione un sottomarino avanzato chiamato Gotengo, in grado di trivellare il suolo e addirittura volare, onde riscattare l'onore giapponese.
Susumu scoprirà che a rapire gli ingegneri è il sommerso impero di Mu, dominato da una perfida imperatrice che ha ora dichiarato guerra alle potenze mondiali, attraverso degli attacchi a navi e impianti.
Il gruppo composto da Susumu, Yoshito, Makoto, Kosumi e dal misterioso giornalista tenterà invano di convincere Shinguji ad usare il Gotengo per combattere la minaccia, per poi scoprire che il giornalista non è altri che un agente dell'impero nemico, che rapirà Susumu e Makoto. Scampato ad un attentato al sottomarino, Shinguji decide contrattaccare nel cuore dell'Impero Mu, dal momento che sta devastando lo stesso Giappone e sbaragliando le flotte mondiali. Sconfitto il serpente Manda, dio di Mu e guardiano dell'impero - congelandolo con il cannone della nave Zero assoluto, senza gelificare l'acqua circostante - i nostri irrompono nella città, salvando i due ostaggi e catturando l'imperatrice, la quale a sua volta, davanti all'evidenza della disfatta, si getta in mare per seguire il destino dei suoi sudditi.

## Produzione
Nel film Gojira - Final Wars c'è un Cameo di Atragon dove viene citato il Gotengo e per di più, ricreata la scena della battaglia fra il Gotengo e Manda.

## Distribuzione
Il film fu presentato per la prima volta in Italia nel 1964, in occasione del secondo Festival internazionale del film di fantascienza di Trieste. Fu poi distribuito regolarmente nei cinema italiani nel giugno del 1966, con doppiaggio a cura della C.I.D.
Il film fu trasmesso per la prima volta alla televisione italiana nel 1972 in due puntate, nella rubrica Tra realtà e fantasia, nel format pomeridiano RAI Tv dei ragazzi. Il film era intervallato da documentari ed interviste a studiosi alla ricerca di testimonianze intorno alle leggende di civiltà scomparse come Atlantide e Mu.